# Die Gräfin und ihr Oberst
Die Gräfin und ihr Oberst (Originaltitel: The Adventures of Gerard) ist eine britisch-italienisch-schweizerische Literaturverfilmung von Regisseur Jerzy Skolimowski aus dem Jahr 1970 mit Peter McEnery, Claudia Cardinale, Eli Wallach und Jack Hawkins in den Hauptrollen. Der Film wurde von Sir Nigel Films für United Artists nach einer Geschichte von Arthur Conan Doyle produziert.

## Handlung
Man schreibt das Jahr 1808. Es ist die Zeit der Besatzung Spaniens durch Napoleon Bonaparte. Etienne Gerard ist ein französischer Oberst der Husaren und als ausgemachter Frauenheld bekannt. Er transportiert als verwegener Bote geheime Nachrichten und Sendungen zwischen den französischen Regimentern innerhalb Spaniens hin- und her.
Gerards wichtigstes Attribut ist dabei seine unerhörte Eitelkeit – er ist völlig davon überzeugt, dass er der tapferste Soldat, der formvollendetste Schwertkämpfer, der beste Reiter und natürlich auch der größte Liebhaber in ganz Frankreich ist. Gerards Selbstverständnis kommt nicht von ungefähr, da er seine bemerkenswerte Tapferkeit und Tollkühnheit bereits bei vielen Gelegenheiten unter Beweis gestellt hat. Besessen von Ruhm und Ehre, ist er immer bereit, eine flammende Ansprache oder eine galante Bemerkung über eine Dame fallen zu lassen.
Da erscheint Teresa, die bezaubernde spanische Gräfin von Morales, auf der Bildfläche, die genau diese menschliche Schwäche, die offensichtliche Eitelkeit des Oberst ausnutzen soll, um an die geheimen Informationen des Kuriers zu gelangen. Mit liebreizendem Charme pirscht sie sich an ihr vermeintliches Opfer heran. Der französische Husarenoberst ist zwar über alle Maßen eitel, aber nicht so einfältig, wie man glauben könnte. Schnell durchschaut er das Spiel der schönen Gräfin und wie es ihm sein Stolz vorschreibt, entflammt bald ein Katz-und-Maus-Spiel um Liebe, Leidenschaft und Intrige.

## Kritik
„Die verwegenen Eskapaden eines französischen Husarenobersten zur Zeit der Besetzung Spaniens durch Napoleon (1808). Als Komödie angelegte Verfilmung einer Story von Arthur Conan Doyle, die über namhafte Darsteller, gute Ansätze und krampfhaft-bemühten Humor nicht hinausgelangt.“

## Produktionsnotizen
Tonmeister war Hugh Strain. Das Szenenbild stammt von William Hutchinson, Tim Hutchinson und Ken Muggleston. Die Kostüme lieferte Dario Cecchi. Drehort des Films war Rom, Lazio in Italien.